# Phobetes alpinator
Phobetes alpinator är en stekelart som beskrevs av Aubert 1976. Phobetes alpinator ingår i släktet Phobetes och familjen brokparasitsteklar. Inga underarter finns listade i Catalogue of Life.